# Caldeira McDermitt
La caldeira McDermitt, en anglais McDermitt Caldera, est une caldeira des États-Unis située dans les États du Nevada et de l'Oregon. Elle mesure 45 kilomètres de longueur pour 35 kilomètres de largeur, son point culminant étant la montagne Jordan Meadow à 2 078 mètres d'altitude. Associée au point chaud de Yellowstone, elle s'est formée il y a 19 millions d'années et a connu sa dernière éruption il y a 16,39 ± 0,02 millions d'années.
Ses sols sont riches en minéraux et métaux tels que mercure, cinabre, uranium, antimoine, césium ou encore lithium. La mine de lithium de Thacker Pass exploitée depuis 2017 est le principal gisement de cet élément du pays.

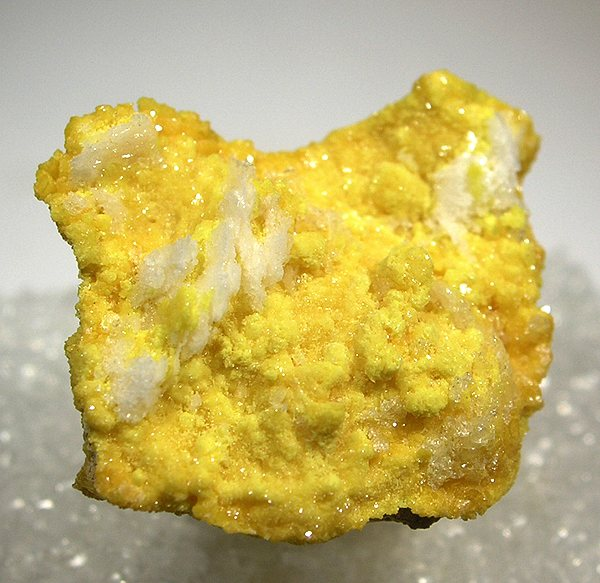
Kleinite de la caldeira McDermitt.